# Friedrich Adolf Trendelenburg
Friedrich Adolf Trendelenburg, född 30 november 1802 i Eutin, död 24 januari 1872 i Berlin, var en tysk filosof och filolog, far till Friedrich Trendelenburg.
Trendelenburg var influerad av Platon, Aristoteles och Spinoza och använde sig av dessa i sin kritik av Kant och Hegel. Han var professor vid Berlins universitet.